# 白蟻の巣
『白蟻の巣』（しろありのす）は、三島由紀夫の戯曲。三島にとって初めて成功した3幕物の長編戯曲で、この作品により、三島の劇作家としての地歩が築かれた。ブラジルでコーヒー農園を経営する夫婦と、その使用人夫婦の間の複雑に絡み合う奇妙な姦通関係のドラマを描いた作品。三島が初の世界一周旅行（詳細は『アポロの杯』参照）でブラジルのリンスを訪れた際に滞在した多羅間俊彦の農園で「白蟻の巣」を見たことが、『白蟻の巣』創作のヒントとなった。

## 発表経過
1955年（昭和30年）、文芸雑誌『文藝』9月号に掲載された。同年10月29日に劇団青年座により俳優座劇場で初上演され、第2回（1955年度）岸田演劇賞を受賞した。単行本は翌年の1956年（昭和31年）1月25日に新潮社より刊行された。文庫版は近年まで新潮文庫『熱帯樹』に収録されていたが、現在では絶版となっている。

## あらすじ
中年の刈屋義郎と妙子の夫婦はブラジル・サンパウロ郊外のリンスでコーヒー農園を経営している。夫婦は日本の名門の家柄であったが、戦後財産がなくなり、ブラジル移民の刈屋家の老未亡人の籍に夫婦養子に入り、コーヒー農園を引き継いだのだった。刈屋邸には、使用人の運転手・27歳の百島健次とその新妻で20歳の啓子、農園支配人の60歳の大杉安之助、女中・きぬが住み込みで働いていた。
刈屋の妻で30歳の妙子と百島は1年前、心中未遂をしていたが、刈屋は寛大な対処で百島をそのまま運転手として使っていた。刈屋は地域の人々や農園の労働者からも、穏やかで寛大な人物として尊敬されていた。使用人とも一緒のテーブルで同じ食事をする「民主的」な園主であった。
百島の新妻・啓子は、夫が刈屋夫人（妙子）と心中未遂事件を起したことを承知で百島と結婚していた。しかしある時、夫と同じ首筋の傷を風呂上りの妙子の首にありありと見てから、はっきりと嫉妬に苦しめられはじめる。啓子はいっそのこと、もっとぎりぎりまで行ってしまえば却って気が安まると思い、夫と妙子がもう一度、心中事件を起して刈屋の怒りを買い、この邸から自分たちが追い出されて、夫と妙子が引き離された方がいいと計画をめぐらした。
そして、そのことを刈屋に相談するが、刈屋は百島と妻が再び心中を企てる可能性はないと言う。啓子は2人の邪魔をしているのは、刈屋のその寛大さだと言い、旦那様が邸を長期間留守にすれば、何もかも真裸の露わになると言った。刈屋は少し興味を覚え、啓子の提案に乗ることにし、しばらくリオ・デ・ジャネイロまで旅行をすることにした。
生きた屍のように暮している妙子は、夫の罠だと思い、留守中も刈屋の寛大さの呪縛の中にいた。しかし支配人の大杉から、リオで刈屋に女ができたという噂話を聞き、妙子は百島に接近する。しかし百島はあまり取り合わず、戯れに接吻しただけで何も起こらなかった。若妻の啓子は、「こんな小娘みたいな私の目を盗んで、たったそれだけ？」と夫を挑発し口げんかをする。その時、大杉が慌てた様子で玉蜀黍の倉庫に白蟻の大群が押し寄せてきたと知らせに来て、百島は白蟻退治に飛んでいった。
啓子から至急戻ってくるように電報を受けた刈屋が帰って来た。啓子は、「私が待っていたものが絵空事だったとわかりましたの」と言い、この邸を1人で出てゆくと言った。刈屋は、そんなことはさせないと啓子をなぐさめ、髪や胸をなではじめた。そして刈屋は、百島と妙子が心中未遂を計った納屋へ啓子を誘い、「2人が死にそこなったあの場所で、われわれの結婚式をあげよう」と一緒に納屋へ入っていった。
納屋に入っていった刈屋と啓子を見た大杉は、白蟻退治を終えて妻を探す百島に、「あなたには見る権利があります、あなたは」と言い、納屋を示すが、百島はそこへは行かずに室内に帰った。大杉は、「どうして行かないんです。そう訊くのも野暮だが。……どうして追って行って、あの人たちを殴り倒すわけにゆかないんです。そう訊くのも野暮ですがね」と言い、私がいては邪魔だろうと百島を1人にしてやったが、百島は自室のベッドへ帰った。
刈屋と啓子が納屋に行くのを3階の窓から妙子も見ていた。妙子も百島がピストルを持って納屋へ駆け出す姿を期待していた。百島は、私が苦しんだら旦那様の思う壺ですと妙子に言い、自分に旦那様の寛大さが伝染した、人をゆるすことはこんなに楽なことだったのか、そしてこんなに人間を無力にするものなのか、と言い出した。
妙子は、そんな考え方をすると刈屋になってしまうと百島に言い、また2人で心中しようと提案した。百島は啓子から、「死ねるものならもう一度死んでみろ。死の恐怖を一度味わった人は、二度と自殺なんかできないものだ」と先日言われたことを思い出し、啓子の鼻を明かしてやろうと、朝早く妙子と自動車で「望みヶ淵」の断崖へ飛び込みに向かった。
啓子は自動車の爆音で目が醒めた。広間の卓上にあった2人の遺書を見て狂乱する啓子を落着かせようと、寛大になるんだ、ゆるしてやるんだと刈屋は諭した。啓子は、あなたは人殺しだ、あなたの寛大さが2人を殺したんだ、あなたは偽善者だと刈屋を罵倒する。しかしそんな啓子に刈屋は、怒っているおまえはブラジルの太陽だ、生きているおまえと心機一転、子供をたくさん作って新しい生きた生活をしようと、啓子に結婚を申し込む。
そして、実は妻が以前から何度も別の男と心中未遂し、その都度ゆるしているうちに自分の苦しみが麻痺してしまったことを告げた。啓子は怒りを鎮め、刈屋の話を聞いているうちに、自分が新しい刈屋コーヒー農園の女主人、女王蟻になることを夢見て、朝食のときには、もう刈屋を夫のように、「あなた」と呼んだ。
外から自動車が戻ってくる音がしてきた。啓子は半狂乱になりながら刈屋に、「今度こそゆるしてはいけないわ、『どこへでも行ってしまえ』と言うのよ」と、2人を追い出すように命令した。早く、早くとせき立てられる刈屋は、「とてもそんなことはできそうもない」と、おどおどする。高まる車の音に啓子は、「怖い、怖い、死人たちが生きかえる、白蟻がかえってくる」と怯えた。刈屋は、「とてもそんなことが…」と、つぶやきながら立ちすくむ。

## 作品評価・研究
『白蟻の巣』は三島が書いた初の長編戯曲であるが、総じて高い評価がなされている。
福田恆存は、「三島氏の小説と同じ水準に達した作品」と高評価をし、北原武夫も、「三島君はこの作品で初めて戯曲を書いたと思うんです」と述べている。吉田貞司は、「小説に劣らぬ豪華なモラルの開花を見せてくれた」と評し、ヘンリー・スコット・ストークスは、「この作で三島の劇作家としての地位は確立された」としている。
荻久保泰幸は、〈白蟻の巣〉とは「安直な人道主義や世俗的美徳にむしばまれて真に人間的なものを喪失した状態の象徴」であり、やがてその後、世人が気づく「戦後民主主義がもたらした精神的頽廃やマルクーゼのいわゆる寛容的抑圧の象徴」でもあるとし、「戦後10年という曲がり角における反時代的考察」がなされている作品だと解説している。越次倶子は、荻久保の論を敷衍し、〈白蟻の巣〉とは日本の国の象徴であり、「戦後十年にして、白蟻の巣を見てしまったところに、予見者三島の悲劇がある」と解説している。
佐藤秀明は、寛容な刈屋義郎の内実の無気力と倦怠感を、執筆当時（昭和30年代）の三島の「空虚感」に裏打ちされたものとし、それは『鏡子の家』の鏡子が担う「空虚な中心を形成する役割」に通じ、贅沢な社交場の〈鏡子の家〉が実は敗戦後の廃墟に通じているのと同様、刈屋邸の食堂もそうだと考察している。
山中正樹は、佐藤の論を敷衍し、三島が『太陽と鉄』の中で、自身の〈言葉に蝕まれた肉体〉を、〈白蟻に蝕まれた白木の柱〉に喩えて、自身の言葉と〈特攻隊の美しい遺書〉を対比させていることを鑑みて、三島の様々な作品の〈言葉と肉体〉、〈認識と行為〉という「根本問題」に関連した主題として論究することも可能だと考察している。
また作中で、刈屋義郎が〈生ける屍〉、百島健次が〈古い死んだ鼠〉など、啓子以外の人物はすでに〈死人〉と表現されていることに、「散華することができずに生き残った」三島の〈絶望と幻滅〉が看取できるとし、刈屋夫婦が渇望しつつも拒否されている〈太陽と大地〉の意味も、三島が、〈自分の小説はソラリスムというか、太陽崇拝というのが主人公の行動を決定する、太陽崇拝は母であり天照大神である。そこへ向っていつも最後に飛んでいくのですが、したがって、それを唆すのはいつも母的なものなんです〉と語っていたことから、「三島が終生求め続けていたもの」は何だったのか、〈白蟻の巣〉とは何なのかを含め、三島が敗戦から自決に至る過程において、『白蟻の巣』の位置づけを考察する方法もあると山中は解説している。

## 舞台公演
- 劇団青年座第3回公演
  - 1955年（昭和30年）10月29日 - 11月6日 東京・俳優座劇場
  - 演出：菅原卓、阿部広次
  - 出演：成瀬昌彦、東恵美子、森塚敏、山岡久乃、初井言栄、ほか
  - ※ 昭和30年度芸術祭参加
- 劇団進化座第20回公演
  - 1956年（昭和31年）5月6日、8日 - 9日 神戸海員会館
  - 演出：中西武夫
  - 出演：嶋連太郎、辻井会子、ほか
- 文学座第1回試演会
  - 1960年（昭和35年）7月21日 東京・文学座アトリエ
  - 演出：中西由美
  - 出演：西本裕行、仁木佑子、山﨑努、松下砂稚子、尾川雅野、稲垣昭三
- 劇団アトリエ座第1回公演
  - 1961年（昭和36年）5月20日 札幌自治会館ホール
  - 演出：真杉清
  - 出演：九鬼年也、守谷靖枝、口沢貞一、藤原祐子、矢木原敏、ほか
- 劇団未踏座第1回公演
  - 1964年（昭和39年）12月3日 京都・弥栄会館
  - 演出：井上襄
- 劇団造形公演
  - 1966年（昭和41年）7月12日、16日 東京・日仏会館ホール
  - 演出：天野二郎
  - 出演：本田純、磯村千花子、堀勝之祐、小島まさ子
- 劇団ひびき第10回公演
  - 1968年（昭和43年）6月3日 岡山県総合文化センターホール
- てふの会公演
  - 1983年（昭和58年）9月2日 - 3日 東京・ジァン・ジァン、9月25日 東京・下北沢スーパーマーケット
  - 演出：長由紀子
  - 出演：沖田たかし、小林洋子、ほか
- プロデュース・ジャンク公演
  - 1986年（昭和61年）6月13日 - 14日 東京・六本木オブジェバリエ
  - 演出：西岡泰志
- 劇団青年座スタジオ公演 No.95
  - 2004年（平成16年）9月30日 - 10月3日 東京・青年座劇場
  - 演出：伊藤大
  - 出演：東恵美子、村田則男、高義治、遠藤好、益富信孝、久松夕子
- かさなる視点 - 日本戯曲の力 - Vol.1 [16]
  - 2017年（平成29年）3月2日 - 19日 新国立劇場小劇場
  - 演出：谷賢一
  - 出演：安蘭けい、平田満、石田佳央、村川絵梨、熊坂理恵子、半海一晃

## おもな刊行本
- 『白蟻の巣』（新潮社、1956年1月25日） NCID BN15772283
  - クロス布継ぎ装、機械函。146頁。函（表）に「第二回岸田演劇賞受賞作品」とあり、川端康成による作品評
  - 収録作品：「白蟻の巣」「船の挨拶」「三原色」
- 文庫版『熱帯樹』（新潮文庫、1986年2月25日） 
  - カバー装幀：司修、付録・自作解題：三島由紀夫
  - 収録作品：「熱帯樹」「薔薇と海賊」「白蟻の巣」

### 全集収録
- 『三島由紀夫全集21（戯曲II）』（新潮社、1974年12月25日）
  - 装幀：杉山寧。四六判。背革紙継ぎ装。貼函。
  - 月報：矢代静一「とりとめもないこと」。《評伝・三島由紀夫 20》佐伯彰一「伝記と評伝（その11）」。《同時代評から 20》虫明亜呂無「『わが友ヒットラー』をめぐって」
  - 収録作品：「地獄変」「葵上」「若人よ蘇れ」「溶けた天女」「ボン・ディア・セニョーラ」「鰯売恋曳網」「班女」「熊野」「三原色」「船の挨拶」「白蟻の巣」「芙蓉露大内実記」「大障碍」「鹿鳴館」「道成寺」
  - ※ 同一内容で豪華限定版（装幀：杉山寧。総革装。天金。緑革貼函。段ボール夫婦外函。A5変型版。本文2色刷）が1,000部あり。
- 『三島由紀夫戯曲全集 上巻』（新潮社、1990年9月10日）
  - 四六判。2段組。布装。セット機械函。
  - 収録作品：「東の博士たち」「狐会菊有明」「あやめ」「火宅」「愛の不安」「灯台」「ニオベ」「聖女」「魔神礼拝」「邯鄲」「綾の鼓」「艶競近松娘」「卒塔婆小町」「紳士」「只ほど高いものはない」「夜の向日葵」「室町反魂香」「地獄変」「葵上」「若人よ蘇れ」「溶けた天女」「ボン・ディア・セニョーラ」「鰯売恋曳網」「ボクシング」「班女」「恋には七ツの鍵がある」「熊野」「三原色」「船の挨拶」「白蟻の巣」「芙蓉露大内実記」「大障碍」「鹿鳴館」「オルフェ」「道成寺」「ブリタニキュス」「朝の躑躅」「薔薇と海賊」「むすめごのみ帯取池」〔初演一覧〕
  - ※ 下巻と2冊組での刊行。
- 『決定版 三島由紀夫全集22巻 戯曲2』（新潮社、2002年9月10日）
  - 装幀：新潮社装幀室。装画：柄澤齊。四六判。貼函。布クロス装。丸背。箔押し2色。
  - 月報：小林信彦「同時代の一読者として」、岸田今日子「わたしの中の三島さん」、〔天球儀としての劇場2〕田中美代子「詩から戯曲へ」
  - 収録作品：「室町反魂香」「地獄変」「葵上」「若人よ蘇れ」「溶けた天女」「ボン・ディア・セニョーラ」「鰯売恋曳網」「ボクシング」「班女」「恋には七ツの鍵がある」「熊野」「三原色」「船の挨拶」「白蟻の巣」「芙蓉露大内実記」「大障碍」「鹿鳴館」「『溶けた天女』創作ノート」「『鹿鳴館』創作ノート」

## 関連事項
- 旧皇族